# Bandera de Fornells de la Selva
La bandera oficial de Fornells de la Selva té la següent descripció:
Bandera apaïsada de proporcions dos d'alt per tres de llarg, verda, amb els tres forns d'or o grocs de l'escut, col·locats 2 a 1, en un quadrat imaginari situat al cantó superior del pal, de costat 1/3 de l'alt del drap.
Va ser aprovada el 25 de juny de 1993 i publicada en el DOGC el 7 de juliol del mateix any amb el número 1767.